# 周琪 (国际关系专家)
周琪（1952年11月—），北京人，中國國際關係專家，復旦大學校友，博士學歷。现任中国社会科学院美国研究所政治室主任、研究员，清华大学国家战略研究院执行院长；其主要研究领域为国际关系、国际政治、政治制度、思潮、政党以及美国政治。
其原配前夫為現任中共第十九届、二十届中央政治局常委王沪宁。

## 生平
周琪1952年11月生於北京市，其父曾任国安部副部长。
1980年2月毕业于复旦大学国际政治系。1980年9月至1983年7月在复旦大学国际政治系学习，获硕士学位。1990年1月至1991年9月在美国哈佛大学做访问学者。周琪与前夫王沪宁为复旦大学校友，毕业后双双留校任教，结婚。1994年5月至今在中国社科院美国研究所工作。1995年，王沪宁奉令调入中南海，两人秘密离婚，无子女。2008年5月获得美国约翰·霍普金斯大学高级国际研究院哲学博士学位。弟弟畢業於上海交通大學，姪女周久淋。